# David Moinina Sengeh
David Moinina Sengeh est un homme politique sierra-léonais né le 26 février 1986 et occupant à partir de 2023 le poste de ministre en chef de la Sierra Leone. Il est aussi chercheur à TED.

## Carrière professionnelle
Après avoir obtenu une bourse pour étudier en Norvège, Sengeh étudie le génie biomédical à l'Université Harvard ; il a fait des recherches sur les vaccins en aérosol contre la tuberculose et a obtenu un bachelor en 2010.
Il rejoint le Massachusetts Institute of Technology (MIT) pour ses études de troisième cycle, travaillant sous la supervision de Hugh Herr sur des prototypes de prothèses pour les personnes amputés, lui qui a notamment été témoin de la guerre civile.
Il présente en 2014 à la Conférence TED ses travaux sur le problème douloureux des membres prothétiques.
Au cours de ses recherches de doctorat, Sengeh a fondé l'ONG Global Minimum Inc, un programme qui soutient le programme d'entrepreneuriat Innovate Salone en Sierra Leone, au Kenya et au Cap. 
Sengeh est embauché ensuite chez IBM en Afrique, où il travaille sur les soins de santé basés sur les données, notamment avec le centre de recherche de Nairobi et le nouveau laboratoire situé à Johannesburg dédié à la conception et au développement de technologies de soins de santé en Afrique.

## Carrière politique
En mai 2018, Sengeh rejoint le cabinet du Président de la Sierra Leone en tant que directeur de l'innovation. En 2019, il est nommé ministre de l'Éducation de la Sierra Leone.
Le 10 juillet 2023, Sengeh a été nommé ministre en chef de la Sierra Leone par le président Julius Maada Bio à la suite de sa réélection.

## lien externe
- Chief Minister sur le site du gouvernement
- David Moinina Sengeh, un Sierra-léonnais engagé